# Heinrich-Walter Bronsart von Schellendorff
Heinrich-Walter Bronsart von Schellendorff (21 de setembro de 1906 - 12 de setembro de 1944) foi um oficial alemão que serviu durante a Segunda Guerra Mundial. Foi condecorado com a Cruz de Cavaleiro da Cruz de Ferro.

## Carreira

### Patentes
Oberst

### Condecorações
| Cruz de Ferro 2ª Classe                           |
| Cruz de Ferro 1ª Classe                           |
| Folhas de Carvalho nº 394 12 de fevereiro de 1944 |